# Das Geheimnis der alten Mamsell (1925)
Das Geheimnis der alten Mamsell ist ein deutsches Stummfilmmelodram aus dem Jahre 1925 nach dem gleichnamigen Roman von E. Marlitt. Unter der Regie von Paul Merzbach spielen Marcella Albani, Guido Schamberg und Hans Mierendorff die Hauptrollen.

## Handlung
Felicitas wird bei einer Jahrmarktvorstellung ihres dort auftretenden, lieblosen Pflegevaters Wladimir Orlowski, einem Messerwerfer, am Arm verletzt. Der elegante Konsul van Dekker, den eine Autopanne zufälligerweise an eben diesen Ort geführt hatte, nimmt sich daraufhin der jungen Frau an. Er nimmt sie zu sich heim, um sich in altruistischerweise um sie kümmern zu können. Dies passt seiner hochmütigen Gattin Regina überhaupt nicht. In der alten Mamsell Dortje van Dekker, einer gütigen Frau, die die hauseigene Mansarde bewohnt, findet Felicitas jedoch eine wirkliche Vertrauensperson. Als Felicitas Zeugin wird, wie Konsul Dekkers charakterschwacher Sohn Harry den Haussafe aufbricht und entleert, trifft dies den überraschend dazukommenden Alten derart hart, dass er angesichts dieses Vertrauensverlustes wie von der Axt gefällt tot zu Boden sinkt. Felicitas wird zwar Zeugin der Vorgänge, will jedoch keine Palastrevolution in Gang setzen und den Familienfrieden bewahren … und schweigt daher, obwohl Nichtsnutz Harry, ein notorischer Spieler und Schürzenjäger, ihr sogar nacheilt und Felicitas zu vergewaltigen versucht.
Ihres gütigen Beschützers und Mentors beraubt, beginnt nun für Felicitas die Hölle auf Erden. Auch die Heimkehr von Dekkers älteren Sohn Adrian, der ebenfalls hochmütig auf das „Mündel“ Felicitas herabblickt, bringt keine Erleichterung. Lediglich die alte Mamsell ist geblieben, und die ergreift eine entscheidende Maßnahme: Dortje van Dekker ist im Besitz von Liebesbriefen, die die Witwe van Dekker einst ihrem Geliebten geschrieben hatte. Aus denen geht hervor, dass Adrian überhaupt nicht Konsul van Dekkers leiblicher Sohn ist, sondern vielmehr wie Felicitas quasi ein armes „Findelkind vom Rummel“. Widerwillig gewährt die Dekker-Witwe Felicitas auch weiterhin Obdach. Als die alte Mamsell stirbt und damit ihr Geheimnis ins Grab nimmt, kann Felicitas verhindern, dass die inkriminierenden Briefe in Reginas Hände geraten. Felicitas nimmt diese an sich, um zu verhindern, dass Adrian, den sie zwischenzeitlich lieb gewonnen hat, von seiner wahren Herkunft erfährt. Schließlich wenden sich die Dinge zum Guten: Von Reue und Schuldgefühlen geplagt, gesteht Harry, dass er durch seinen Tresoreinbruch indirekt Schuld am Vater trägt. Adrian erfährt wiederum von dem ihn betreffenden Geheimnis der alten Mamsell und Felicitas’ Handlungsmotiven. Erst jetzt erkennt er, was für ein feiner Mensch dieses „Komödiantenkind“ ist.

## Produktionsnotizen
Das Geheimnis der alten Mamsell entstand im Sommer 1925, passierte die Filmzensur am 30. September desselben Jahres und wurde am 27. Oktober 1925 in Berlins Kammerlichtspielen uraufgeführt. Der mit Jugendverbot belegte Sechsakter besaß eine Länge von 2354 Meter; am 5. November 1925 wurde der Streifen in einer Langversion von 2503 Metern auch der Jugend zugänglich gemacht. In einer Entscheidung der Film-Oberprüfstelle vom 30. Januar 1926 wurde diese Entscheidung widerrufen. Begründung: der verrohend wirkende, entsittlichende Inhalt und die Bildabfolgen würden „zu einer Verwirrung der Begriffe von Recht und Unrecht bei jugendlichen Beschauern“ führen.
Die Filmbauten entwarfen Gustav A. Knauer und Andrej Andrejew. Heinz Landsmann übernahm wie die Aufnahmeleitung.

## Kritiken
In Der Tag ist zu lesen: ”Der Film ist schlechtweg vollendet. Er ist ein harmonisch abgestimmtes Kunstwerk. Eine längstvergangene Zeit blüht wieder. Die „Mamsell“ aus Großmutters Jugendtagen wird durch das Spiel von Frieda Richard lebendige Gegenwart … ein alter Marlitt-Roman erlebte seine Moderne durch eine durchgeistigte Regie, durch die Kultur, mit der der Film geschaffen wurde.”
Das Kino-Journal lobte eine „verständnisvolle Regie“ und „viele geschmackvolle Details und stimmungsvolle Bilder“.